# Liste der Biografien/Schy
Liste der Biografien |
Portal Biografien |
Personensuche
# |
A |
B |
C |
D |
E |
F |
G |
H |
I |
J |
K |
L |
M |
N |
O |
P |
Q |
R |
S |
T |
U |
V |
W |
X |
Y |
Z |
?
 
Sa |
Sb |
Sc |
Sd |
Se |
Sf |
Sg |
Sh |
Si |
Sj |
Sk |
Sl |
Sm |
Sn |
So |
Sp |
Sq |
Sr |
Ss |
St |
Su |
Sv |
Sw |
Sy |
Sz
 
Sca–Sce |
Sch |
Sci–Scz
 
Scha |
Schc |
Schd |
Sche |
Schg |
Schi |
Schj |
Schk |
Schl |
Schm |
Schn |
Scho |
Schp |
Schr |
Schs |
Scht |
Schu |
Schv |
Schw |
Schy
Die Liste der Biografien führt alle Personen auf, die in der deutschsprachigen Wikipedia einen Artikel haben. Dieses ist eine Teilliste mit 68 Einträgen von Personen, deren Namen mit den Buchstaben „Schy“ beginnt.

## Schy

### Schyb
- Schyberg, Robert (1872–1946), dänischer Schauspieler
- Schybi, Christian († 1653), Schweizer Bauernführer
- Schybko, Aljaxej (* 1977), belarussischer Skispringer

### Schyc
- Schychau, Dsmitryj (* 1973), belarussischer Biathlet

### Schyd
- Schydkich, Aljaksandr (* 1984), belarussischer Eishockeyspieler

### Schyf
- Schyff, Dylan van der (* 1970), kanadischer Jazzschlagzeuger

### Schyg
- Schyghajewa, Maija (1927–2017), sowjetische bzw. kasachische Mikrobiologin und Hochschullehrerin
- Schygulla, Hanna (* 1943), deutsche SchauspielerinHanna Schygulla (* 1943)

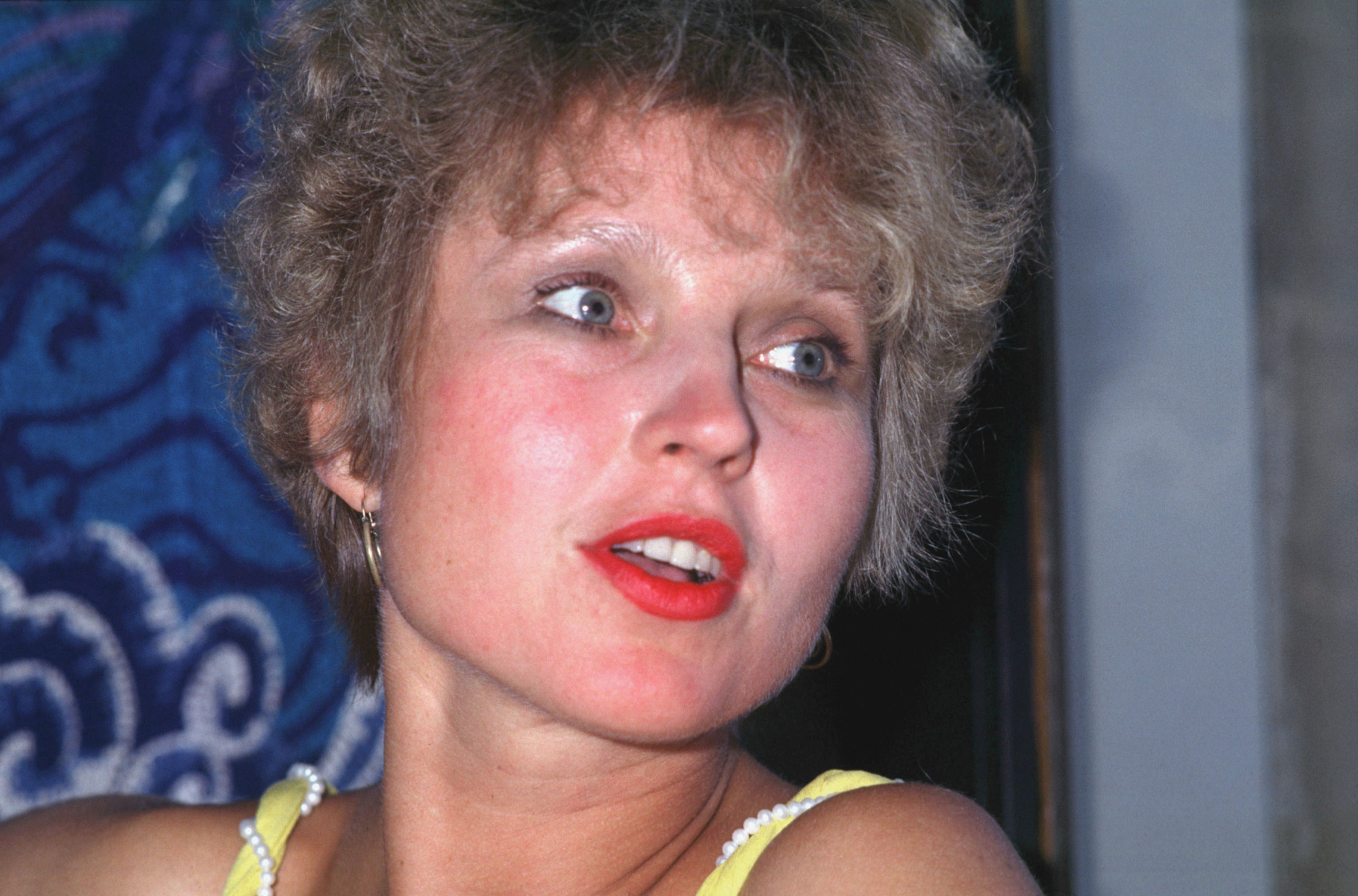
Hanna Schygulla (* 1943)

### Schyh
- Schyhalka, Andrej (* 1985), belarussischer Schachspieler und -trainer
- Schyhalka, Sjarhej (* 1989), belarussischer Schachspieler

### Schyj
- Schyjan, Halyna (* 1980), ukrainische Schriftstellerin, Übersetzerin und Fotografin

### Schyk
- Schykalenka, Natallja (1964–2025), sowjetische bzw. belarussische Speerwerferin
- Schykowski, Hans (* 1951), deutscher Fußballspieler
- Schykowski, Joachim (* 1950), deutscher Fußballspieler
- Schykowski, Wolf-Niklas (* 1993), deutscher Schauspieler

### Schyl
- Schyl, Jules (1893–1977), schwedischer Zeichenlehrer, Maler, Grafiker und Karikaturist
- Schyla, Jaraslau (* 1993), belarussischer Tennisspieler
- Schylander, Maria (* 1973), schwedische Biathletin
- Schylawa, Iryna (* 1967), belarussische Sportschützin
- Schylko, Aljaksandr (* 1996), belarussischer Pokerspieler
- Schylowitsch, Sjarhej (* 1986), belarussischer Handballspieler
- Schylqyschijew, Bolat (* 1957), kasachischer Politiker
- Schylunowitsch, Smizer (1887–1937), Politiker in Weißrussland

### Schym
- Schyma, Angelika (* 1949), deutsche Denkmalpflegerin
- Schymainski, Martin (* 1986), deutscher Eishockeyspieler
- Schyman, Garry (* 1954), US-amerikanischer Komponist
- Schyman, Gudrun (* 1948), schwedische Politikerin, Mitglied des Riksdag und Feministin
- Schymanowitsch, Aksana (* 1992), belarussische Biathletin
- Schymanowitsch, Aljaksandr (* 1998), belarussischer Leichtathlet
- Schymanowitsch, Iryna (* 1997), belarussische Tennisspielerin
- Schymanski, Runa (* 1993), deutsch-schwedische Schauspielerin
- Schymberg, Hjördis (1909–2008), schwedische Sopranistin
- Schymbergenow, Aslanbek (* 1993), kasachischer Boxer
- Schymik, Eberhard (1934–1979), deutscher Fußballspieler
- Schymik, Erwin (* 1930), deutscher Fußballspieler
- Schymura, Mieke (* 1977), deutsche Schauspielerin

### Schyn
- Schyn, Alena (* 1985), belarussische Biathletin
- Schynalijew, Jerkebulan (* 1987), kasachischer Boxer
- Schynasbekowa, Äigerim (* 1992), kasachische Hürdenläuferin
- Schynder, Anton (* 1987), ukrainischer Fußballspieler
- Schynkarenko, Alina (* 1998), ukrainische Synchronschwimmerin
- Schynkarenko, Tetjana (* 1978), ukrainische Handballspielerin
- Schyns, Willy (1923–2001), belgischer Politiker
- Schynse, August Wilhelm (1857–1891), deutscher Afrikaforscher
- Schynse, Katharina (1854–1935), deutsche Gründerin einer Missionsgesellschaft
- Schyntar, Tazzjana (* 1983), belarussische Biathletin
- Schynybekow, Abat (* 1973), kasachischer Politiker

### Schyp
- Schypenko, Oleksandr (1959–2015), sowjetischer Handballspieler
- Schypkowa, Ewhenyja (* 1987), ukrainische Beachvolleyballspielerin

### Schyr
- Schyrba, Peter (* 1980), deutscher Fußballspieler
- Schyrdabajew, Rawil (* 1940), kasachischer Diplomat und Politiker
- Schyrjajew, Walerij (* 1963), schweizerisch-ukrainischer Eishockeyspieler und -trainer
- Schyrleus de Rheita, Anton Maria (1604–1660), Priester und Astronom
- Schyrnyj, Olexander (* 1987), russisch-ukrainischer Biathlet
- Schyrochow, Mychajlo (* 1974), ukrainischer Historiker
- Schyrocki, Wolfgang (* 1967), deutscher Verwaltungsjurist und politischer Beamter
- Schyrokoradjuk, Stanislaw (* 1956), ukrainischer Ordensgeistlicher, römisch-katholischer Bischof von Odessa-Simferopol

### Schys
- Schyschko, Serhij (1911–1997), ukrainischer Kunstmaler
- Schyschkowa, Oksana (* 1991), ukrainische Parasportlerin
- Schysneuski, Michail (1988–2014), belarussischer Journalist und politischer Aktivist

### Schyt
- Schytau, Ihar (* 1986), belarussischer Fußballspieler
- Schytezkyj, Pawlo (1837–1911), ukrainischer Philologe, Linguist, Lexikograf, Ethnograf, Pädagoge und eine Persönlichkeit des öffentlichen Lebens
- Schytkouskaja, Nika (* 1999), belarussische Tennisspielerin
- Schytte, Ludvig (1848–1909), dänischer Komponist
- Schytte-Berg, Hagbarth Martin (1860–1944), norwegischer Architekt
- Schytz, Solveig (* 1976), norwegische Politikerin

### Schyv
- Schyven, Pierre (1827–1906), belgischer Orgelbauer

### Schyw
- Schywajewa, Kazjaryna (* 2000), belarussische Sprinterin